# Richard Sapper
Pour les articles homonymes, voir Sapper.

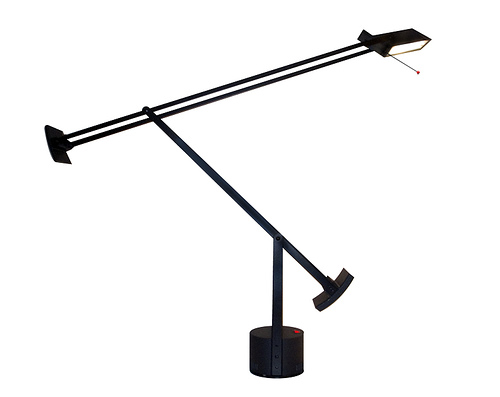
La lampe Tizio

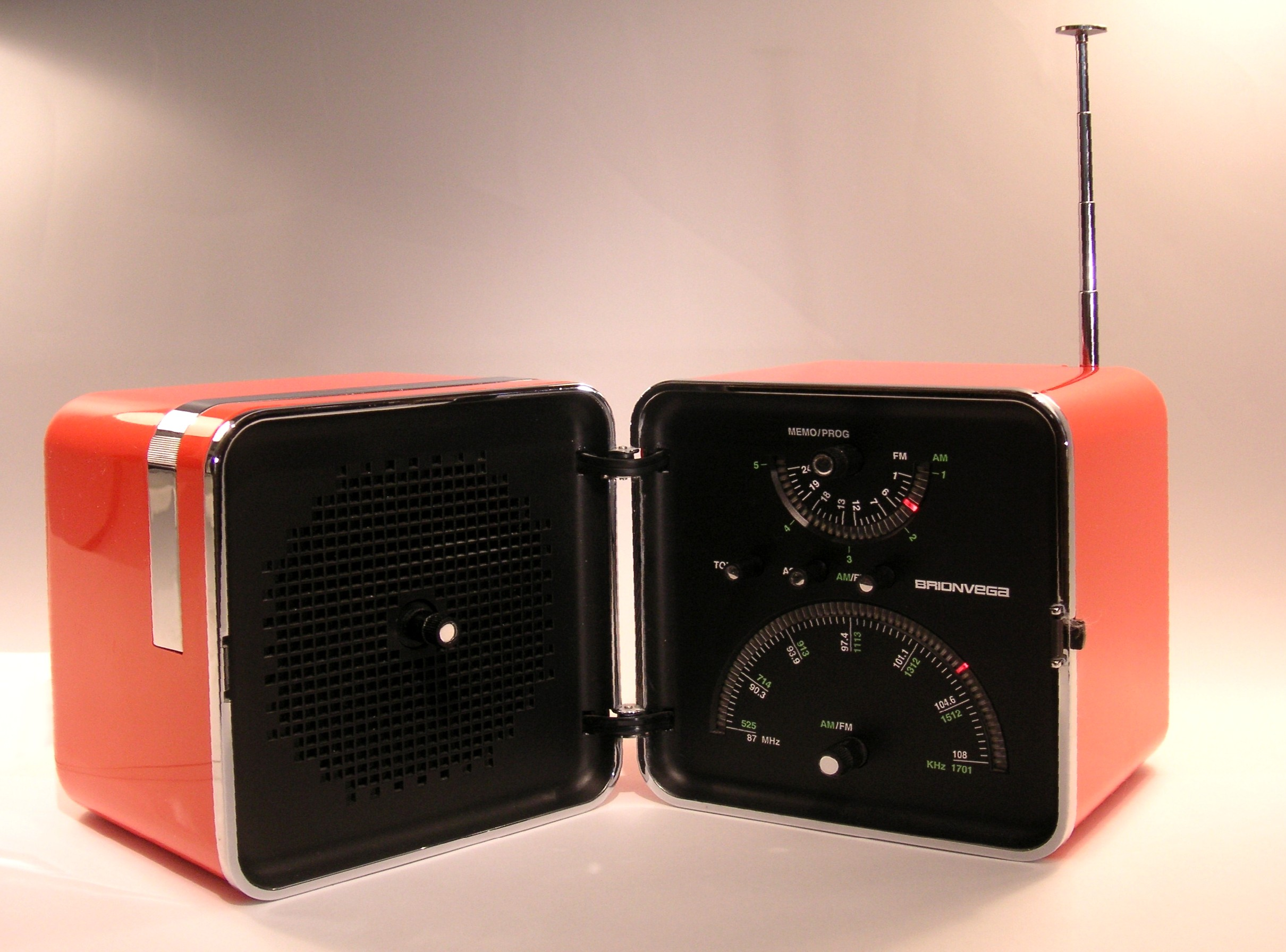
La radio cubo Brionvega

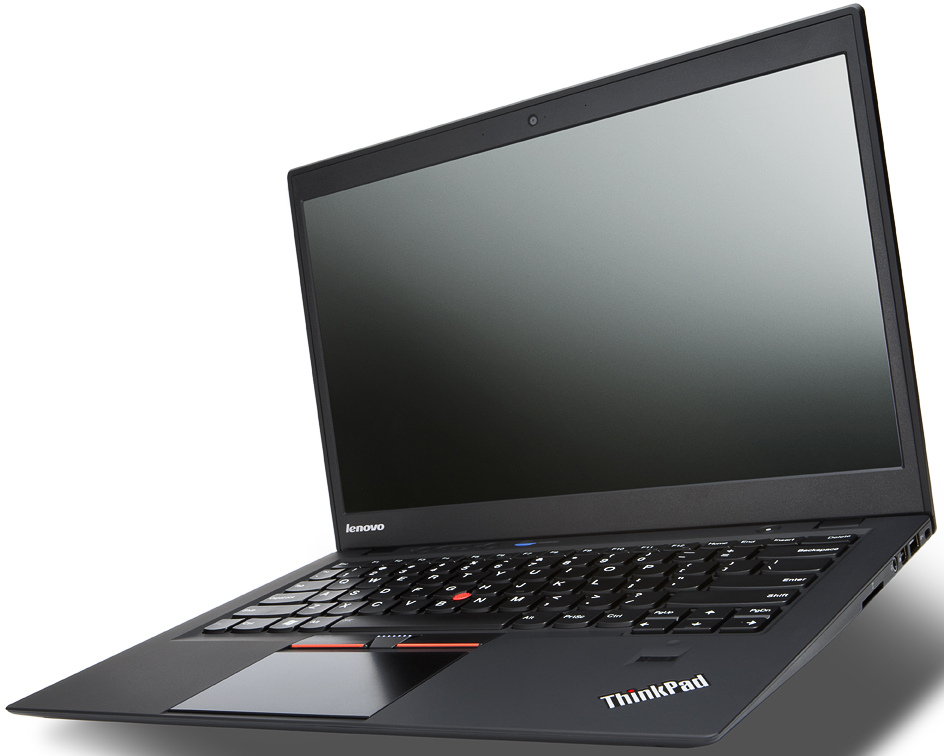
ThinkPad X1

Richard Sapper, né le 30 mai 1932 à Munich et mort le 31 décembre 2015 à Milan, est un designer allemand.

## Biographie
Richard Sapper est un designer industriel allemand basé à Milan, Italie. Ses produits présentent généralement un mélange  d'innovation technique, une forme de simplicité, la pureté des formes et un élément de surprise,,. Il a reçu de nombreux prix de design internationaux, dont onze prix prestigieux Compasso d'Oro et le prix Lucky Strike de la Fondation Raymond Loewy. Ses réalisations font partie des collections permanentes de nombreux musées à travers le monde, avec plus de quinze modèles exposés au Musée d'Art Moderne à New York (MoMA), ainsi qu’au musée Victoria et Albert et au musée du Design de Londres,,.
Après avoir commencé sa carrière comme designer chez Mercedes-Benz, Richard Sapper déménagea à Milan en 1958, où il  rejoignit d'abord les bureaux de l'architecte Gio Ponti et par la suite le département de design de La Rinascente. En 1959, il s'associe avec l'architecte et designer italien Marco Zanuso, une collaboration qui durera, par intermittence, pendant 18 ans jusqu'en 1977,. En 1959, le binôme Sapper-Zanuso devient ensuite consultants pour Brionvega, une société italienne mettant l’accent sur la conception et le design de ses objets, afin de concurrencer les produits électroniques Japonais et Allemands. Ensemble, ils créeront une série de radios, télévisions et autres appareils électroniques de consommation qui sont devenus des icônes du design,. Parmi leurs créations les plus marquantes, on trouve la Doney (1962) arrondie, compacte et portable, elle fut la première télévision utilisant uniquement des transistors puis la radio TS502 (1965), une boîte rectangulaire à charnières qui, lors de son ouverture, révèle des haut-parleurs et des boutons de commande. En utilisant l'esthétique du minimalisme sculptural, les deux designers ont créé un téléphone compact et pliant pour Siemens et Italtel en 1965, le Grillo. Celui-ci fut le premier téléphone avec un clapet rabattable, un précurseur des conceptions de coques de téléphones mobiles d'aujourd'hui,. En 1964, Richard Sapper et Marco Zanuso conçurent une chaise pour enfant légère et à empiler, la K1340, pour Kartell, la première chaise entièrement fabriquée en matière plastique,.
Au démarrage de son activité indépendante en 1959, Richard Sapper créa l’horloge Static pour Lorenz, avec laquelle il remporta le premier prix Compasso d'Oro et qui est toujours en production aujourd'hui. En 1972, Richard Sapper conçut l’emblématique lampe Tizio pour Artemide, une des premières lampes halogènes de bureau avec un bras conducteur à courant basse tension permettant d’éliminer les fils électriques. La Tizio est devenue un objet culte et reste l'une des lampes les plus vendues au monde jamais produites,,. Richard Sapper a continué à créer des classiques du design, tels que la série de chaises de bureau ‘Sapper Office Chair’ pour Knoll en 1979, une série de chronomètres pour Heuer en 1976 et la chaise pliante Nena pour B&B Italia (it) en 1984,. En 1978, Alessi a commandé à Richard Sapper le premier produit d'une longue série à venir, la cafetière expresso 9090. Elle fut suivie, parmi bien d’autres produits, par la bouilloire à sifflet mélodique Bollitore en 1984, la théière Bandung en 1990, la machine à expresso Coban en 1997, la râpe à fromage Todo en 2006 et la collection d’ustensiles culinaires et de casseroles Cintura di Orione en 1986 et 2009, conçu avec la collaboration de chefs de renom tels que Roger Vergé, Pierre et Michel Troisgros et Alain Chapel,,,.
En 1980, Richard Sapper fut nommé principal consultant en design industriel chez IBM et commença à concevoir de nombreux ordinateurs portables dont  le premier ThinkPad 700C en 1992. Richard Sapper rompit la tradition de la société en termes de machines gris perle typiques, en les transformant en une boîte noire minimaliste rectangulaire et élégante qui s’ouvre pour révéler une surprise à l'intérieur : un petit bouton rouge au milieu du clavier utilisé pour contrôler le pointeur à l'écran,,,. Richard Sapper continua à superviser la marque ThinkPad comme consultant en design pour Lenovo, à la suite de l'acquisition de la branche PC d'IBM en mai 2005.
Tout au long de sa carrière, Richard Sapper a consacré un grand intérêt aux problématiques de transport. Il travailla avec Fiat sur des voitures expérimentales, en particulier sur des systèmes de pare-chocs pneumatiques et avec Pirelli sur le développement de structures pneumatiques. En 1972, il forma avec l'architecte Gae Aulenti un groupe de travail pour l'étude du développement de nouveaux systèmes de transport urbain, un thème qu’il a approfondi pour une exposition à la XVI Triennale de Milan en 1979 où il a présenté la conception d'un bus pour Fiat, dans lequel se trouvaient des porte-vélos. Ses recherches ont culminé avec la conception du Zoombike (qui n'est plus en production aujourd’hui), un vélo léger pliant, conçu sur la base de technologie aéronautique afin d’obtenir la résistance nécessaire et l'accélération souhaitée. Le Zoombike pouvait se plier aussi rapidement et simplement qu’un parapluie et pouvait être facilement rangé dans un coffre de voiture,.
Le portefeuille de clients de Richard Sapper comprend Alessi, Artemide, B&B Italia, Castelli, Heuer, IBM, Kartell, Knoll International, Lenovo, Lorenz, Magis, Molteni Unifor, Pirelli.
Au fil des années, Richard Sapper a enseigné et donné des conférences à l'Université Yale, la Kunstakademie/l'Académie des Beaux-Arts de Stuttgart, l'Université de Pékin, le Royal College of Art à Londres, la Domus Academy de Milan, l'Université de Buenos Aires et à la Hochschule fuer Angewandte Kunst/l'Université des arts appliqués de Vienne,.
Richard Sapper est un membre honoraire de la Royal Society of Arts en Angleterre et membre de l'Académie des Arts en Allemagne,. En 2009, le Conseil Allemand du Design/Rat für Formgebung décerna à Richard Sapper une récompense pour son travail de conception et l'Université de Caroline du Nord lui conféra un doctorat honorifique en 2010. En 2012, Richard Sapper reçut la Croix du Mérite de l'Ordre du Mérite décernée par le Président de la République fédérale d’Allemagne.